# Marian Kociniak

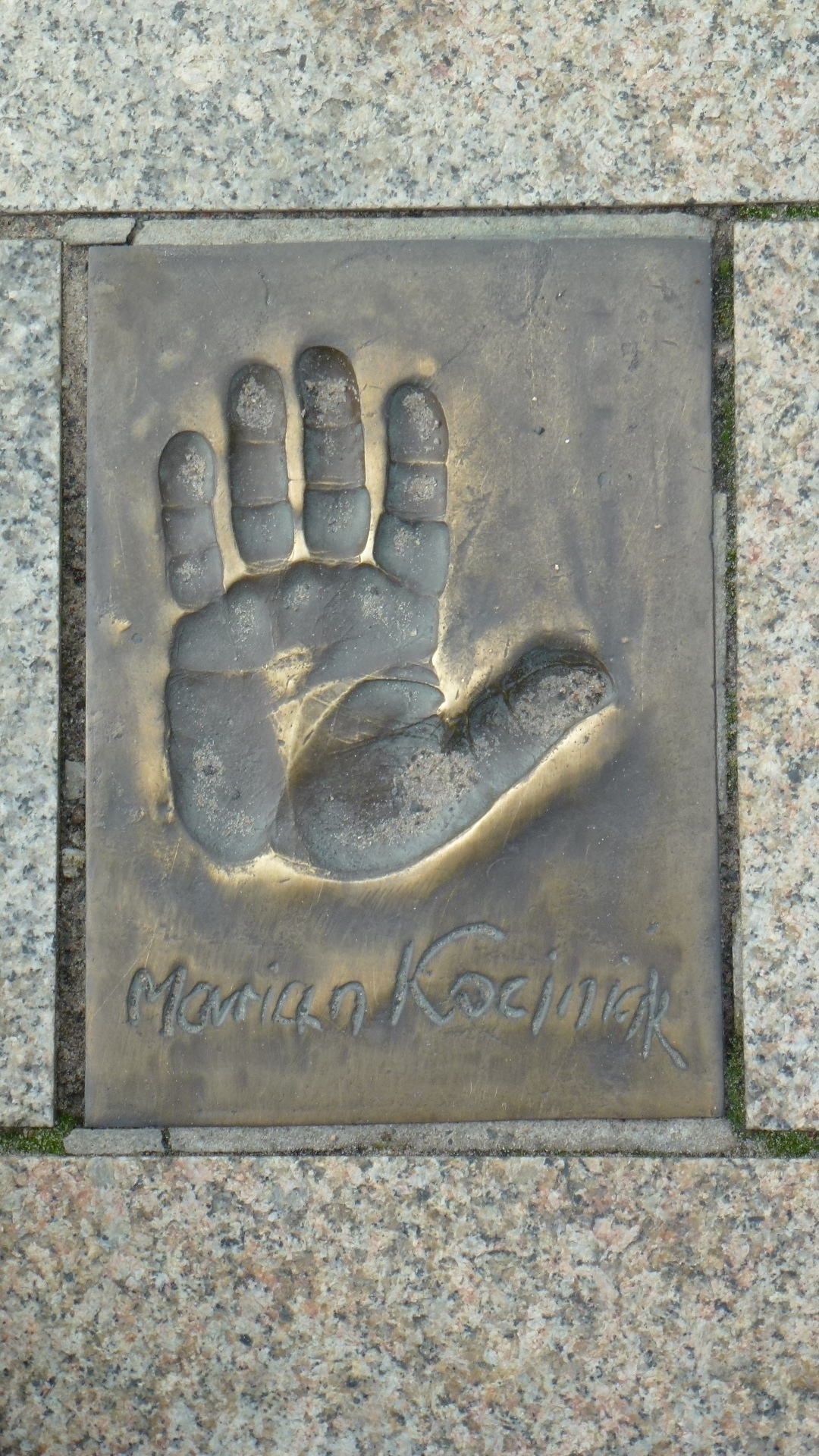
Empreinte de la main de Marian Kociniak sur la promenade des célébrités de Międzyzdroje.

Marian Kociniak, né le 11 janvier 1936 et mort le 17 mars 2016 à Varsovie en Pologne, est un acteur de théâtre et cinéma polonais. Il travaillait également dans le doublage des films,.

## Biographie
Disciple de Ludwik Sempoliński (pl) Marian Kociniak est diplômé de l'Académie de théâtre Alexandre Zelwerowicz en 1959. Sa carrière se déroule presque sans interruption au Théâtre Ateneum jusqu'en 2010, puis à partir de 2010 au Théâtre de Wola (pl) de Varsovie. Il collabore avec la section Teatr Telewizji chargée de production et émission de productions théâtrales pour la Telewizja Polska, en participant entre autres à l'adaptation de L'Arc de triomphe (Marcel Mithois), Moscou-sur-Vodka (Venedikt Erofeïev), Elegy for a Lady et Some Kind of Love Story (Arthur Miller), et d'autres, incarnant en tout près de quatre-vingt rôles. Il figure parmi les invités de l'émission de télévision de divertissement Kabaret Starszych Panów [Cabaret de Messieurs d'un certain âge] animée par Jeremi Przybora (pl) et Jerzy Wasowski (pl) en 1958-1966. Il a également participé à 60 minut na godzinę [60 minutes par heure], émission vedette humoristique créée par Marcin Wolski, Andrzej Zaorski, Krzysztof Materna et Jacek Fedorowicz, et diffusée sur la Polskie Radio Program III (Polskie Radio) en 1973-1981.
Ses débuts sur le grand écran ont lieu dans le film Monsieur le professeur de Ludwik Perski (pl) en 1959. Il apparait dans plus de trente films, mais le public sera surtout conquis par son personnage de Frank Dolas de la comédie Comment j'ai provoqué la Seconde Guerre mondiale de Tadeusz Chmielewski (1970) et celui du burgrave dans Janosik de Jerzy Passendorfer (1974).
En 2003, il laisse l'empreinte de sa main sur la promenade des célébrités de Międzyzdroje.
Chevalier de l'Ordre Polonia Restituta en 1988, l'artiste en est fait officier en 2000. On lui décerne la Médaille d'or du Mérite culturel polonais Gloria Artis en 2010. Il sera membre honoraire du comité de soutien de Bronisław Komorowski avant les élections présidentielles en 2010 et 2015.
Mort le 17 mars 2016 à l'âge de 80 ans, Marian Kociniak est enterré le 23 mars 2016, à côté de sa femme Grażyna Kociniak au cimetière évangélique de Wola à Varsovie.

## Filmographie partielle
- 1960 : Les Innocents charmeurs d'Andrzej Wajda : spectateur d'un concert de jazz
- 1962 : Histoire de deux enfants qui volèrent la Lune de Jan Batory : Grzegorz Nieborak
- 1963 : Gangsters et Philanthropes de Jerzy Hoffman : client dans un restaurant
- 1966 : Marysia i Napoleon de Leonard Buczkowski : officier de garde
- 1966 : La Barrière de Jerzy Skolimowski : conducteur de tramway
- 1968 : Ostatni po Bogu de Paweł Komorowski : porucznik (enseigne de vaisseau de 1re classe) Piotr Kwiatkowski
- 1970 : Comment j'ai provoqué la Seconde Guerre mondiale de Tadeusz Chmielewski : Frank Dolas
- 1973 : Janosik de Jerzy Passendorfer (série télévisée) : burgrave
- 1982 : Danton de Andrzej Wajda : Lindet
- 1999 : Sukces (série télévisée) de Krzysztof Gruber: Dydak, ancien officier de la milice, employé de Tekla
- 1995 : Pan Tadeusz : Quand Napoléon traversait le Niémen d'Andrzej Wajda : Baltazar Brzechalski

## Distinctions
- Officier de l'ordre Polonia Restituta